# Zelota

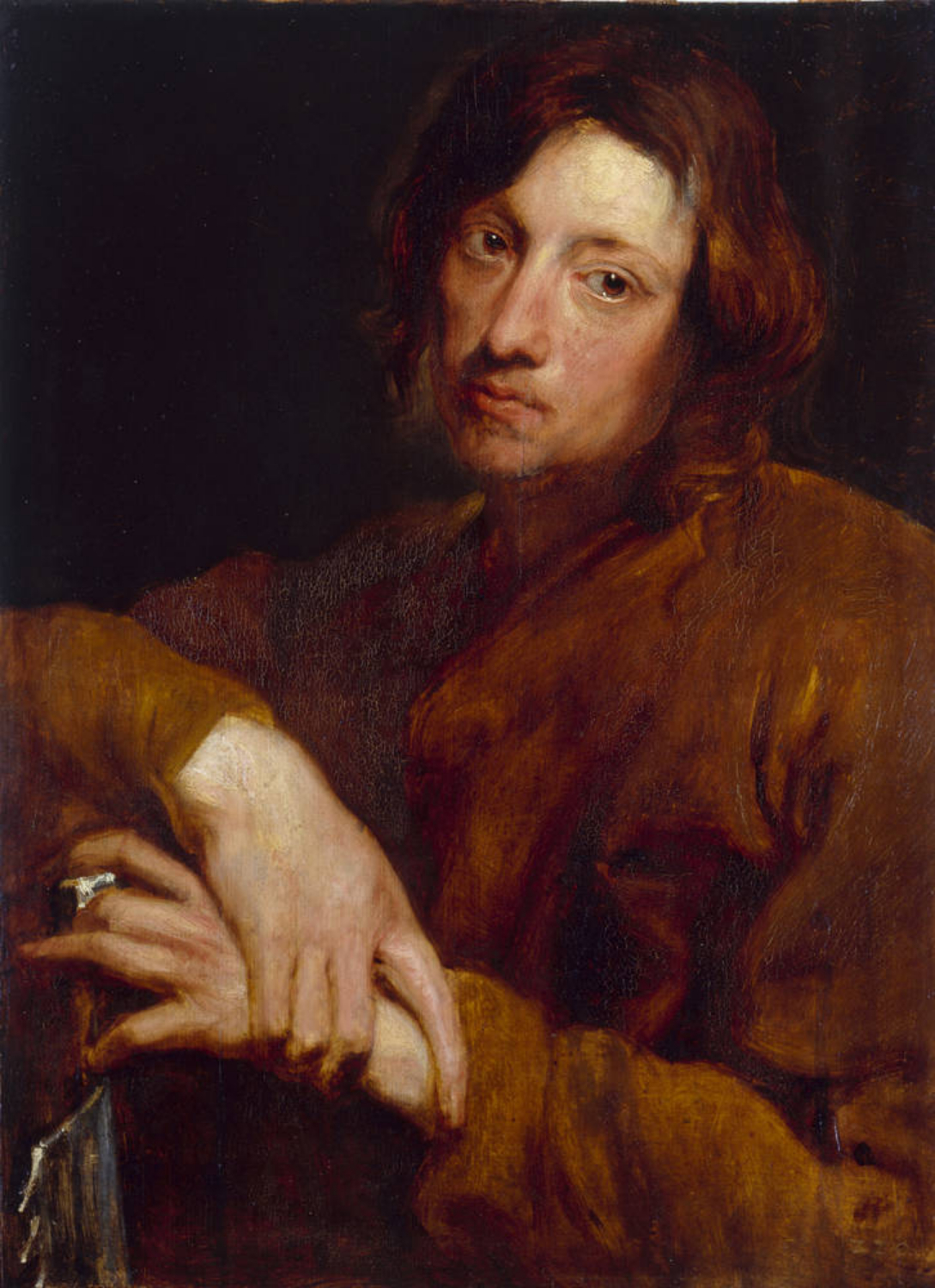
O apóstolo Simão, possívelmente um zelota em sua origem.

Os zelotas ou zelotes foram um movimento político judaico do século I que  incitou o povo da Judeia a rebelar-se contra o Império Romano e expulsar os romanos pela força das armas, o que levou à primeira guerra judaico-romana (66–70).

## Etimologia
Derivado (do grego antigo ζηλωτής, transl. zelotés, "imitador", "admirador zeloso" ou "seguidor"), em hebraico קנאי, kanai (frequentemente usado na forma plural, קנאים, kana'im) significa literalmente alguém que zela pelo nome de Deus.

## História
A seita foi estabelecida por Judas, o galileu, que liderou uma revolta contra a dominação Romana no ano 6 d.C., rejeitando o pagamento de tributo pelos israelitas a um imperador pagão, sob a alegação de que tal ato era uma traição contra Deus, o verdadeiro rei de Israel. Foram denominados como zelotas por seguirem o exemplo de Matatias, seus filhos e seguidores, que externaram o seu zelo pela lei de Deus quando Antíoco IV Epifânio tentou suprimir a religião judaica, assim como o exemplo de Fineias, que também demonstrou o seu zelo no deserto, durante uma época de apostasia (Nm 25:11; Sl 106:30).
A seita dos zelotas é referida por Flávio Josefo como vil, que a responsabiliza pela incitação da revolta que conduziu à destruição de Jerusalém e do Segundo Templo, referenciais para a cultura e religião judaicas.
Um dos apóstolos de Jesus Cristo é referido como "Simão, o Zelote" (Lc 6:15 e At 1:13), ou por causa de seu zeloso temperamento ou por causa de alguma anterior associação com o partido dos Zelotas. Paulo de Tarso, referindo a si mesmo, afirma que foi um zelote religioso (At 22:3; Gl 1:14), enquanto que os muitos membros da igreja de Jerusalém são descritos como "todos são zelosos da lei" (At 21:20).